# مارشفيل (كارولاينا الشمالية)
مارشفيل (بالإنجليزية: Marshville, North Carolina)‏ هي بلدة أمريكية تقع في الولايات المتحدة في مقاطعة يونيون، كارولاينا الشمالية. يقدر عدد سكانها بـ 2,360 نسمة ومساحتها 5.3 كم2 وترتفع عن سطح البحر 178 متر.

## التركيبة السكانية
حدّد مكتب تعداد الولايات المتحدة بيانات التركيبة السكانية لمارشفيل في تعداد الولايات المتحدة. في ما يلي، التركيبة السكانية حسب تعدادي 2000 و2010.

### تعداد عام 2000
بلغ عدد سكان مارشفيل 2,360 نسمة بحسب تعداد عام 2000، وبلغ عدد الأسر 812 أسرة وعدد العائلات 578 عائلة مقيمة في البلدة. في حين سجلت الكثافة السكانية 437 نسمة لكل كيلومتر مربع (1,131.8/ميل2). وبلغ عدد الوحدات السكنية 868 وحدة بمتوسط كثافة قدره 160.7 لكل كيلومتر مربع (416.2/ميل2).
وتوزع التركيب العرقي للبلدة بنسبة 52.03% من البيض و44.87% من الأمريكيين الأفارقة و0.55% من الأمريكيين الأصليين و0.30% من الأمريكيين ذوي الأصول الآسيوية و1.27% من الأعراق الأخرى و0.97% من عرقين مختلطين أو أكثر و3.22% من الهسبانيون أو اللاتينيون من أي عرق.
بلغ عدد الأسر 812 أسرة كانت نسبة 43.1% منها لديها أطفال تحت سن الثامنة عشر تعيش معهم، وبلغت نسبة الأزواج القاطنين مع بعضهم البعض 50.7% من أصل المجموع الكلي للأسر، ونسبة 15.9% من الأسر كان لديها معيلات من الإناث دون وجود شريك،  بينما كانت نسبة 4.6% من الأسر لديها معيلون من الذكور دون وجود شريكة وكانت نسبة 28.8% من غير العائلات. تألفت نسبة 24.5% من أصل جميع الأسر من عدة أفراد يعيشون في نفس المنزل ونسبة 11.3% كانت تتألف من شخص يعيش بمفرده يبلغ من العمر 65 عاماً أو أكثر. وبلغ متوسط حجم الأسرة المعيشية 2.79، أما متوسط حجم العائلات فبلغ 3.36.
بلغ العمر الوسطي للسكان 34.4 عاماً. وكانت نسبة 28.8% من القاطنين تحت سن الثامنة عشر، وكانت نسبة 8.2% بين الثامنة عشر والرابعة والعشرين عاماً، ونسبة 29.1% كانت واقعةً في الفئة العمرية ما بين الخامسة والعشرين والرابعة والأربعين عاماً، ونسبة 19.1% كانت ما بين الخامسة والأربعين والرابعة والستين، ونسبة 10.8% كانت ضمن فئة الخامسة والستين عاماً فما فوق. يوجد لكل 100 أنثى 91.1 ذكر، ويوجد لكل 100 أنثى في الثامنة عشر من عمرها فما فوق 83.8 ذكر.
بلغ متوسط دخل الأسرة في البلدة 36,140 دولارًا، أما متوسط دخل العائلة فبلغ 42,589 دولارًا. وكان متوسط دخل الذكور 30,039 دولارًا مقابل 21,413 دولارًا للإناث. وسجل دخل الفرد الخاص بالبلدة 15,498 دولارًا. وكانت نسبة 8.3% من العائلات ونسبة 10.9% من السكان تحت خط الفقر، وكان من هؤلاء نسبة 10.4% تحت سن الثامنة عشر ونسبة 13.1% في الخامسة والستين من العمر وما فوق.

### تعداد عام 2010
بلغ عدد سكان مارشفيل 2,402 نسمة بحسب تعداد عام 2010، وبلغ عدد الأسر 809 أسرة وعدد العائلات 581 عائلة مقيمة في البلدة. في حين سجلت الكثافة السكانية 444.8 نسمة لكل كيلومتر مربع (1,152.0/ميل2). وبلغ عدد الوحدات السكنية 926 وحدة بمتوسط كثافة قدره 171.5 لكل كيلومتر مربع (444.2/ميل2).
وتوزع التركيب العرقي للبلدة بنسبة 48% من البيض و45.34% من الأمريكيين الأفارقة و0.58% من الأمريكيين الأصليين و0.21% من الأمريكيين ذوي الأصول الآسيوية و3.96% من الأعراق الأخرى و1.92% من عرقين مختلطين أو أكثر و11.57% من الهسبانيون أو اللاتينيون من أي عرق.
بلغ عدد الأسر 809 أسرة كانت نسبة 43.8% منها لديها أطفال تحت سن الثامنة عشر تعيش معهم، وبلغت نسبة الأزواج القاطنين مع بعضهم البعض 42% من أصل المجموع الكلي للأسر، ونسبة 24.2% من الأسر كان لديها معيلات من الإناث دون وجود شريك،  بينما كانت نسبة 5.6% من الأسر لديها معيلون من الذكور دون وجود شريكة وكانت نسبة 28.2% من غير العائلات. تألفت نسبة 22.7% من أصل جميع الأسر من عدة أفراد يعيشون في نفس المنزل ونسبة 9.9% كانت تتألف من شخص يعيش بمفرده يبلغ من العمر 65 عاماً أو أكثر. وبلغ متوسط حجم الأسرة المعيشية 2.83، أما متوسط حجم العائلات فبلغ 3.34.
بلغ العمر الوسطي للسكان 35.2 عاماً. وكانت نسبة 28.8% من القاطنين تحت سن الثامنة عشر، وكانت نسبة 8.5% بين الثامنة عشر والرابعة والعشرين عاماً، ونسبة 25.4% كانت واقعةً في الفئة العمرية ما بين الخامسة والعشرين والرابعة والأربعين عاماً، ونسبة 24.5% كانت ما بين الخامسة والأربعين والرابعة والستين، ونسبة 12.9% كانت ضمن فئة الخامسة والستين عاماً فما فوق. وتوزع التركيب الجنسي للسكان بنسبة 46% ذكور و54% إناث.

## أعلام
- راندي ترافيس